# داگلاس ایکس‌تی-۳۰
داگلاس ایکس‌تی-۳۰ (به انگلیسی: Douglas XT-30) یک هواپیمای ساختِ کارخانهٔ شرکت هواپیماسازی داگلاس در کشور ایالات متحده آمریکا است.